# NGC 4611
NGC 4611 est une galaxie spirale intermédiaire située dans la constellation de la Chevelure de Bérénice. Sa vitesse par rapport au fond diffus cosmologique est de 6 437 ± 22 km/s, ce qui correspond à une distance de Hubble de 94,9 ± 6,7 Mpc (∼310 millions d'al). NGC 4611 a été découverte par l'astronome français Édouard Stephan en 1881. Cette galaxie a aussi été observée par l'astronome américain Lewis Swift  le 20 avril 1889 et elle a été inscrite à l'Index Catalogue sous la cote IC 805.
NGC 4611 présente une large raie HI.
À ce jour, cinq mesures non basées sur le décalage vers le rouge (redshift) donnent une distance de 94,760 ± 8,458 Mpc (∼309 millions d'al), ce qui est à l'intérieur des valeurs de la distance de Hubble.
La désignation VCC 1878 indique que NGC 4611 fait partie de l'amas de la Vierge. Il s'agit d'une erreur, car les galaxies les plus lointaines de cet amas sont celles du groupe de NGC 4235, qui sont à une distance moyenne de 110 millions d'années-lumière.